# Pelileo
Pelileo är en ort i Ecuador.   Den ligger i provinsen Tungurahua, i den centrala delen av landet, 120 km söder om huvudstaden Quito. Pelileo ligger 2 589 meter över havet och antalet invånare är 16 572.
Terrängen runt Pelileo är kuperad åt nordväst, men åt sydost är den bergig. Runt Pelileo är det ganska glesbefolkat, med 39 invånare per kvadratkilometer. Närmaste större samhälle är Ambato, 12,1 km nordväst om Pelileo. Omgivningarna runt Pelileo är en mosaik av jordbruksmark och naturlig växtlighet.